# Airbus A310 MRTT
Airbus A310 Multi Role Tanker Transport (MRTT) je dvomotorni reaktivni leteči tanker razvit na podlagi potniškega Airbusa A310. Lahko se uporablja tudi kot transportno letalo. Opremljen je lahko z dvema načina prečrpavanja goriva; teleskopska cev (boom) ali pa gibljiva cev (probe). Lahko se namesti tudi dodatne rezervoarje za gorivo, ki povečajo kapaciteto na 78 ton. 

## Specifikacije (A310 MRTT)
Podatki iz airforce-technology.com Jane's Aircraft Recognition Guide 5th ed.
Splošne karakteristike
- Posadka: 3 ali 4
- Število sedežev: 214 potnikov
- Tovor: Kapaciteta goriva za prenos 61729 funtov in 79366 funtov negorivnega tovora (28000 kg/36000 kg)
- Dolžina: 155 ft 5 in (47,4 m)
- Razpon kril: 144 ft (43,9 m)
- Višina: 51 ft 10 in (15,8 m)
- Teža praznega letala: 251324 funtov (113999 kg)
- Maks. vzletna teža: 361554 funtov (163998 kg)
- Pogon letala: 2 × General Electric CF6-80C2 turbofan, do 59000 funtov (262 kN) vsak

 Zmogljivost 
- Maks. hitrost: Mach 0,8 (978 km/h)
- Doseg: 5524 milj (8889 km)

- Luftwaffe Airbus A310 MRTT naParis Air Show 2007
- A310 MRTT August Euler
- A310 MRTT s teleskopsko cevjo
- Nemški Airbus A310 MRTT na 2014 Royal International Air Tattoo